# Clitopa debilis
Clitopa debilis är en skalbaggsart som beskrevs av Louis Albert Péringuey 1908. Clitopa debilis ingår i släktet Clitopa och familjen Melolonthidae. Inga underarter finns listade i Catalogue of Life.